# Eine Liebe später
Eine Liebe später ist ein deutscher Fernsehfilm von Michaela Kezele aus dem Jahr 2021. In der Hauptrolle spielt Lucie Heinze eine junge Mutter, die sich zwei Jahre nach dem Tod ihres Mannes wieder verliebt. Der Film wurde im September 2021 auf dem Festival des deutschen Films uraufgeführt. Im Fernsehen wurde der Film am 21. Januar 2022 im Fernsehprogramm des Ersten im Rahmen der Reihe Endlich Freitag im Ersten ausgestrahlt.

## Handlung
Julika Frickes Mann Michael ist vor zwei Jahren bei einem Fahrradunfall ums Leben gekommen. Seitdem wohnt die Physiotherapeutin allein mit ihren beiden Kindern, Sohn Max und Tochter Leni, direkt neben ihren Schwiegereltern in dem Haus, das sie gemeinsam mit ihrem Mann vor ein paar Jahren hat bauen lassen. Die Kinder vermissen ihren Vater, Max kann seither nicht mehr mit dem Fahrrad fahren. Julika ruft in einsamen Stunden das Handy ihres Mannes an und spricht ihm auf die Mailbox. Die Schwiegereltern Georg und Christa lassen Julika selten Zeit für sich, oft stehen sie unangekündigt in ihrem Haus.
Eines Tages steckt Julika bei einer Fahrscheinkontrolle in der Straßenbahn einem Mann ihr Ticket zu, da sie merkt, dass dieser keines vorweisen kann. Konstantin läuft ihr hinterher und sie tauschen ihre Nummern aus. Er würde sie im Gegenzug gern auf 20 Kaffee einladen. Julika lässt sich nach einem Anruf auf eine Verabredung ein, hadert aber ein wenig mit sich und möchte den Treffpunkt schon fast wieder verlassen. Doch der eintreffende Konstantin bereitet ihr mit seiner charmanten Art einen schönen Abend. Eigentlich Lehrer, verdient er seinen Unterhalt als Fahrradstadtführer, was seiner antikapitalistischen Grundeinstellung besser entspricht. Er wohnt in einer WG mit einer Freundin und verbringt einige Zeit des Jahres in Indien. Er fährt Julika schließlich nach Hause und übernachtet bei ihr. Als Schwiegervater Georg am Morgen plötzlich dem halbnackten Konstantin gegenübersteht, ist er sehr ungehalten darüber, dass im Haus seines Sohnes neuerdings Herrenbesuche stattfinden.
Julika trifft sich weiter mit Konstantin, jedes Mal sorgt er dafür, dass sie den versprochenen Kaffee bekommt. Die Schwiegereltern tun sich sehr schwer mit Konstantin, zumal dieser jetzt für ein paar Tage bei Julika einzieht, weil ihn seine Mitbewohnerin, die ihm plötzlich gestand, in ihn verliebt zu sein, vor die Tür gesetzt hat. Georg spioniert den beiden wiederholt nach und bevormundet Julika hinsichtlich ihres Privatlebens. Schließlich erhöht er ihr sogar die Miete. Tochter Leni empfindet Julikas Neuen als Störenfried, dem sie unterstellt, sich einschleimen zu wollen. Als es ihr zu viel wird, zieht sie kurzerhand ins Haus der Großeltern. Zu Max hingegen baut Konstantin einen guten Draht auf, er schafft es mit seiner einfühlsamen Art sogar, dass der Junge sich wieder das Fahrradfahren zutraut. Doch aufgrund der Spannungen und der Tatsache, dass Michael immer noch irgendwie zwischen Julika und Konstantin zu stehen scheint, hat Konstantin das Gefühl, er gehöre hier nicht hin, und entscheidet sich, wieder nach Indien zu gehen.
Julika beginnt mit ihrem Leben aufzuräumen, sie mistet im Haus Sachen ihres Mannes aus, welche sie nicht wie eine Museumspflegerin verwalten möchte. Schließlich wagt sie den Schritt, mit ihren Kindern in eine neue Wohnung zu ziehen, auch um ein eigenständiges Leben ohne Aufsicht der Schwiegereltern zu führen. Georg beichtet seiner Frau, dass er mit Michael kurz vor dessen Tod einen Streit hatte, weil dieser sich aus dem gemeinsamen Betrieb zurückziehen wollte. Er ruft das Handy seines Sohnes an und sagt, dass er ihn liebe. Konstantin macht sich gerade auf den Weg zum Flughafen, als er zwei Mädchen mit Luftballons für einen 20. Geburtstag sieht – für ihn ein Zeichen für den letzten Kaffee, den er Julika noch schuldet. Als er mit dem Kaffee vor Julikas Haus steht, bringt ihn Leni, die gerade bei den Schwiegereltern war, in die neue Wohnung, wo sich Julika und Konstantin in die Arme nehmen.
In der letzten Szene sieht man Julika und Konstantin mit den Kindern und Schwiegereltern eine gemeinsame Fahrradtour machen.

## Produktion
Die Dreharbeiten zu Eine Liebe später fanden vom 8. September 2020 bis zum 7. Oktober 2020 in München und Umgebung statt. Drehbuchautorin Dominique Lorenz spielt in dem Film in einer kleinen Rolle selbst mit.

## Soundtrack
Für den Soundtrack wurden unter anderem folgende Songs verwendet:
- The Heavy Blinkers (Fall on my Sword)
- Sarah and Julian (Mayflies)
- Vinicio Capossela (Con Una Rosa)
- Jet (Are You Gonna be my Girl)

## Rezeption

### Kritiken
Rainer Tittelbach gibt dem Film in seiner Besprechung bei tittelbach.tv insgesamt 4,5 von 6 Sternen. Regisseurin Kezele und Autorin Lorenz gelinge es, trotz der Vorgeschichte um den verstorbenen Ehemann, in dem äußerst alltagsnah gestalteten Film „eine leichte, lockere und sehr luftige Tonlage vorherrschen zu lassen“. Dies würde auch durch die optische Inszenierung mit sonnengefluteten, kontrastreichen Bildern erreicht. Der Film habe einen angenehmen „Flow“, wozu auch die ruhige Dramaturgie beitrage. Miroslav Nemec mime mit seiner grantigen Art und seiner „vorgestrigen Extremposition“ wiederholt die Spaßbremse in Sachen Liebe und somit den Gegenpol zum Spiel der beiden Protagonisten. Für die Hauptdarsteller findet er sehr lobende Worte, denn der durch den Film vermittelte sehr sympathische Eindruck sei „untrennbar mit den beiden Hauptdarstellern Lucie Heinze und Golo Euler verbunden“.
Die Redaktion der TV Spielfilm gibt dem Film einen Daumen nach oben und beschreibt den Film als „[a]uthentisches, liebevolles Porträt einer trauernden Familie“. Das ernste Thema würde durch den Humor keinesfalls verwässert, es würde auch nicht auf die Tränendrüse gedrückt oder die Moralkeule geschwungen. Die Positionen der gegensätzlichen Figuren, die alle sehr lebensnah dargestellt würden, seien nachvollziehbar. Auf unnötige Nebenhandlungen verzichte der berührende Film und konzentriere sich auf „eine Familie, die ins Leben zurückfinden muss“.

### Einschaltquote
Die Erstausstrahlung von Eine Liebe später am 21. Januar 2022 im Ersten sahen insgesamt 5,48 Millionen Zuschauer. Dies entsprach einem Marktanteil von 18,1 %.